# Tinospora oblongifolia
Tinospora oblongifolia là một loài thực vật có hoa trong họ Biển bức cát. Loài này được (Engl.) Troupin miêu tả khoa học đầu tiên năm 1955.